# نیک کلونی
نیکلاس جوزف «نیک» کلونی (به انگلیسی: Nicholas Joseph "Nick" Clooney) (متولد ۱۳ ژانویه، ۱۹۳۴) یک روزنامه‌نگار آمریکایی و مجری تلویزیونی است. او برادر رزماری کلونی، خواننده فقید آمریکایی و پدر بازیگر و کارگردان فیلم جورج کلونی است.
نیکلاس جوزف کلونی در کنتاکی، متولد شد. پدر او اندرو جوزف کلونی، از تبار ایرلندی و آلمانی و مادرش، ماری فرانسیس، ایرلندی و انگلیسی بود.
او در حالی که به عنوان سرجوخه در ارتش ایالات متحده، مشغول به کار بود، تصمیم گرفت، به عنوان مجری در یک شوی موزیک که برای شبکه نیروهای آمریکایی در آلمان بود، به روی صحنه برود … این شروع کار وی به عنوان مجری بود. سپس او سعی زیادی برای موفقیت در این کار از خود، نشان داد.
سپس به کالیفرنیا نقل مکان کرد.
وقتی کلونی، برای مرخصی به اوهایو رفته بود، در یک نمایش زیبایی به عنوان قاضی شرکت نمود، و این دقیقاً جایی بود که او با نینا بروس آشنا شد، که یکی از شرکت کنندگان در آن مسابقه بود.
آن‌ها در ماه اوت سال ۱۹۵۹ ازدواج کردند.